# Metroo
El Metroo (en grec antic: Μητρῷον, Mētrōon) fou un santuari, el temple més petit del Santuari d'Olímpia. Segons Pausànias, es va consagrar a la Mare dels déus (θεῶν μήτηρ). Era un temple dòric, al nord del Temple de Zeus Olímpic, al sud de la Terrassa dels Tresors i a l'est del Temple d'Hera.
El culte a Rea com a mare genèrica, potència creadora, símbol primitiu de fertilitat, mare de Zeus i esposa de Cronos, es desplegà a Olímpia al peu de la cova, a través de l'esquerda de la qual els humans creien posar-se en contacte amb la deïtat. Al peu de la cova, degué sorgir el primitiu altar i oratori que va trobar Ernst Curtius en els treballs duts a terme en excavar la part posterior de l'exedra i a l'oest del Tresor de Sició. Consistia en una petita capella de pedra calcària amb una estreta avantcambra i amb unes dimensions de 2,74 m per 2,84 m. Wilhelm Dörpfeld identificà l'enclavament amb la cova esmentada per Píndar que restà enterrada sota un terraplé al començament del segle iv abans de la nostra era.

Plànol del Santuari d'Olímpia. El núm. 7 indica on era el Metroo

Per a substituir el primitiu oratori s'hi erigí a mitjan segle iv ae un temple a Rea, Cíbele o Magna Mater, encarnació o personificació dels antics cultes d'importació cretenca i símbol d'una concepció de la fertilitat o potencia generatriu de la gen divina.
El nou temple era petit, i això demostra que es feu en substitució de l'antiga cova on sorgiren les pràctiques rituals de la Magna Mater. Construït en calcària porosa, tenia un peristil de columnes dòriques amb una distribució de 6 de front per 11 de costat amb pilars de 7,50 m. L'estilòbat en feia 20,67 m per 10,62 m. Els adorns dels tríglifs estaven pintats en blau marí. Tenia un frontó amb figures de les quals només s'ha conservat un tors de Dionís de marbre.
Durant l'època de dominació romana, el Metroo va patir un canvi substancial arquitectònic i ritual. Les mètopes dels frisos es van canviar i a l'edifici se li donà per dins una capa uniforme que li esborrà les particularitats originàries. El culte a la Magna Mater, ja en desús, es va substituir pel dels emperadors romans i les estàtues de Cèsar August, Claudi, Tit i Domicià, així com les de les seues dones, n'eren a l'interior.

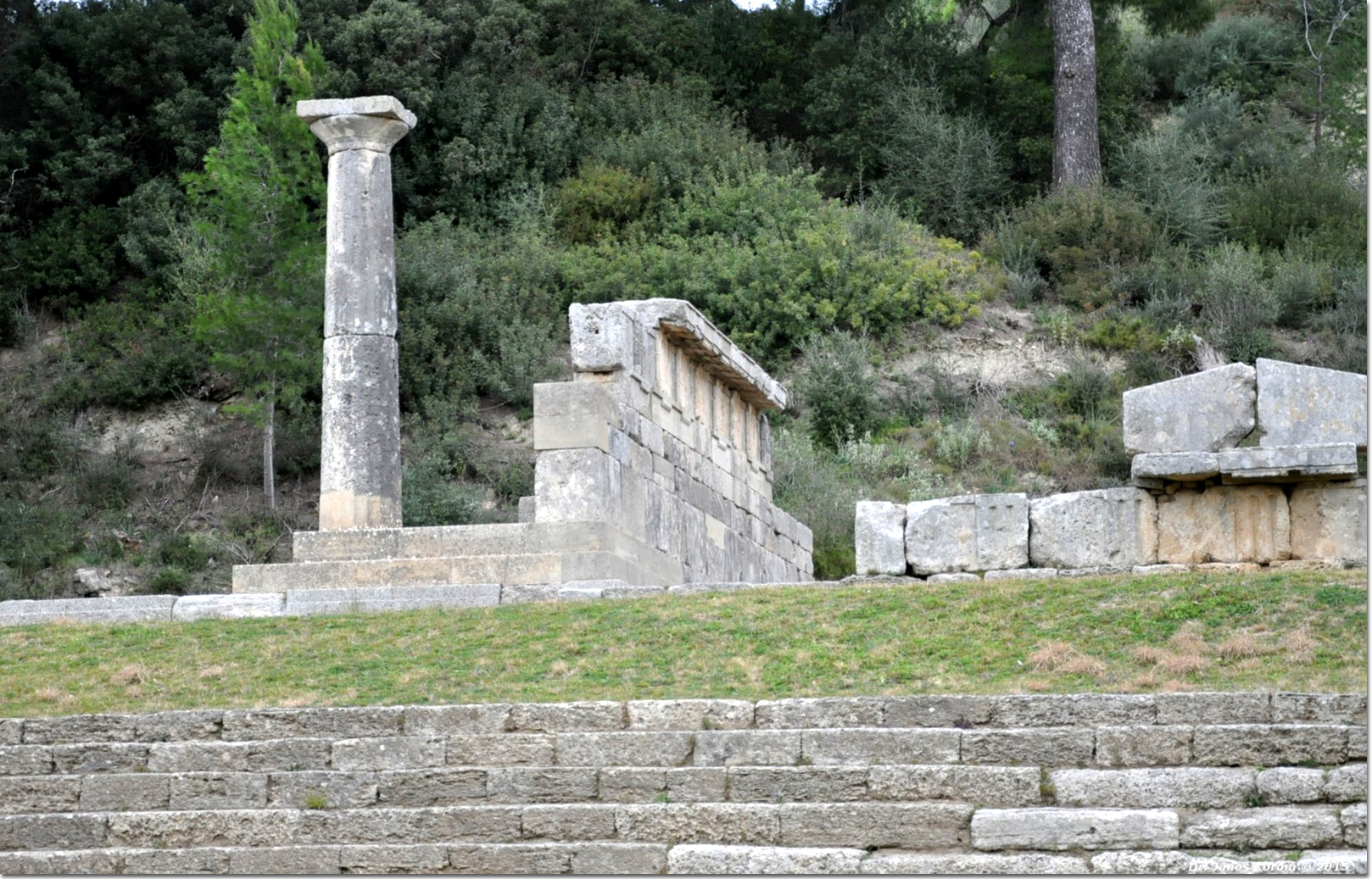
Metroo

L'estàtua d'August, de més del triple de la grandària natural, ocupava un lloc destacat. Segons Joseph Wiesner, se'l representava amb un llamp a la mà dreta intentant substituir així Zeus imperial en el tradicional Zeus Olímpic de Fídies. En la seua època, August encarnava el protagonisme de la pau romana instituïda per ell, i per això com a pacificador se li distingia i honorava de manera especial. A ell sembla referir-se la inscripció dels arquitraus del frontó, que deia: «Els elis al fill de déu, al noble Cèsar, el salvador dels hel·lens i de tot el món habitat».
L'estàtua colossal de Zeus-August degué ser enfront de l'entrada, al centre del costat esquerre del temple, després de les dels emperadors Domicià, Claudi, Tit i les seues consorts, Domícia Longina, Agripina la Menor i Màrcia Furnil·la.